# Bracknell Bees
Les Bracknell Bees sont un club de hockey sur glace de Bracknell en Angleterre. Il évolue dans le Championnat du Royaume-Uni de hockey sur glace D2.

## Historique
Le club est créé en 1987.

## Palmarès
- Vainqueur de l'EPIHL : 2007.